# Meisterschaft von Zürich 1978
Il Meisterschaft von Zürich 1978, sessantacinquesima edizione della corsa, si svolse il 30 aprile 1978 su un percorso di 265,5 km. Venne vinto dal tedesco Dietrich Thurau, che terminò in 6h42'20".

## Ordine d'arrivo (Top 10)
| Pos. | Corridore              | Squadra    | Tempo    |
| ---- | ---------------------- | ---------- | -------- |
| 1    | Dietrich Thurau        | Ijsboerke  | 6h42'20" |
| 2    | Francesco Moser        | Sanson     | s.t.     |
| 3    | Gustaaf Van Roosbroeck | Ijsboerke  | a 50"    |
| 4    | Willy Planckaert       | C & A      | s.t.     |
| 5    | Marino Basso           | Gis Gelati | s.t.     |
| 6    | Jos Jacobs             | Ijsboerke  | s.t.     |
| 7    | Willem Peeters         | Ijsboerke  | s.t.     |
| 8    | Roger De Vlaeminck     | Sanson     | s.t.     |
| 9    | Pierino Gavazzi        | Zonca      | s.t.     |
| 10   | Luciano Borgognoni     | Vibor      | s.t.     |